# Kiss & Tell
Kiss & Tell – debiutancki album studyjny wydany przez amerykański zespół Selena Gomez & the Scene dnia 29 września 2009 nakładem wytwórni Universal Music. W pracach nad wydawnictwem grupę wspierało grono producentów oraz autorów tekstów piosenek, w tym Gina Schock członkini The Go-Go’s. Krążek zadebiutował na pozycji #9 notowania Billboard 200, w pierwszym tygodniu od premiery rozchodząc się w nakładzie 66 tys. egzemplarzy. Album promowały dwa single – utwór „Falling Down”, który nie zyskał sukcesu komercyjnego i „Naturally” odznaczony certyfikatem platynowej płyty przez RIAA. W Stanach Zjednoczonych Kiss & Tell zyskał miano złotej płyty za sprzedaż przekraczającą 500.000 kopii.

## Informacje o albumie
Publikacja albumu została potwierdzona przez Gomez w lipcu 2008 podczas wywiadu udzielonego Jocelyn Venie z redakcji MTV News, mówiąc „będę działać w zespole. To nie będzie tylko Selena Gomez, nie będę solową artystką. Nie chcę, żeby jedynie moje imię wiązało się z tą twórczością”. Piosenkarka wyznała również, że jeżeli jej muzyka nie wprawi słuchaczy w taniec, bądź po prostu nie doprowadzi do ruchu głowy podda się, zawieszając swą działalność. W przeciągu dwóch lat pracy nad albumem wyprodukowano ponad sto utworów, zaś spośród nich wybrano trzynaście. Na krążku znalazła się nowa wersja kompozycji „Tell Me Something I Don't Know”, nagranej przez Gomez w wieku piętnastu lat oraz cover piosenki „As a Blonde”, stworzonej przez kanadyjską wokalistkę pop-rock Fefe Dobson, mającej ukazać się na niewydanym albumie wokalistki Sunday Love.

## Promocja
Na tydzień przed premierą wydawnictwa, internetowe radio Disney premierowo zaprezentowało utwory „Kiss & Tell”, „Naturally”, „Crush”, „I Promise You” oraz „More” mające znaleźć się na oficjalnej liście utworów. Dnia 26 września 2009 ta sama rozgłośnia radiowa przygotowała promocyjne spoty, w których można było usłyszeć piosenki z krążka. 29 września 2009 zespół wystąpił w programie Dancing with the Stars. Po premierze albumu artyści kilkakrotnie gościli w amerykańskich programach telewizyjnych w tym The Ellen DeGeneres Show. By promować Kiss and Tell, zespół wyruszył w trasę koncertową The House of Blues Tour w listopadzie 2009 roku.

### Single
- Pierwszym singlem promującym album stał się utwór „Falling Down”, wydany jedynie na rynki muzyczne w Ameryce Północnej dnia 21 sierpnia 2009[18]. Teledysk do piosenki ujrzał światło dzienne 28 sierpnia 2009 za pośrednictwem stacji telewizyjnej Disney Channel. Singel zyskał pozytywne opinie od profesjonalnych krytyków muzycznych[19], jednak nie pozyskał sukcesu komercyjnego osiadając na pozycjach #82 notowania Billboard Hot 100 oraz #69 zestawienia Canadian Hot 100[20].
- „Naturally”, drugi singel prezentujący wydawnictwo ukazał się w styczniu 2010, w Stanach Zjednoczonych[21] oraz na przełomie marca i kwietnia 2010 w pozostałych krajach świata[22]. Teledysk promujący singel wydany został dnia 11 grudnia 2009. Kompozycja zyskała na sukcesie zajmując pozycje w Top 40 większości światowych notowań[23]. Poza rodzimym krajem zespołu, „Naturally” został wydany jako drugi a zarazem ostatni singel z albumu.

## Wydanie albumu
Album zadebiutował na pozycji #9 zestawienia Billboard 200, w pierwszym tygodniu od premiery sprzedając się w ilości 66 tys. egzemplarzy. Tydzień później Kiss & Tell zanotował spadek na miejsce #25 ze sprzedażą w drugim tygodniu po dacie premiery w postaci 25 tys. kopii. Do tej pory krążek w rodzimym kraju zespołu nabyło ponad 500 tys. słuchaczy, dzięki czemu wydawnictwo zostało odznaczone certyfikatem złotej płyty w Stanach Zjednoczonych. W oficjalnym zestawieniu album spędził rok.
W Wielkiej Brytanii Kiss & Tell debiutował na pozycji #12 w pierwszym tygodniu rozchodząc się w ilości 11 tys. egzemplarzy. W kolejnych tygodniach wydawnictwo zanotowywało spadki, by po miesiącu opuścić Top 75 notowania. W Polsce krążek zyskał na sukcesie debiutując na pozycji #8 oficjalnego zestawienia najlepiej sprzedających się albumów. Swoją szczytową pozycję płyta zajmowała w siódmym tygodniu od debiutu, obierając miejsce #4. Dotychczas Kiss & Tell spędziło w zestawieniu ponad pięć miesięcy.

## Lista utworów
1. „Kiss & Tell” (Ted Bruner, Trey Vittetoe, Gina Schock) – 3:17
2. „I Won't Apologize” (Selena Gomez, John Randall Fields, William James McAuley III) – 3:06
3. „Falling Down” (Bruner, Vittetoe, Schock) – 3:05
4. „I Promise You” (Isaac Hasson, Lindy Robbins, Mher Filian) – 3:20
5. „Crush” (Bruner, Vittetoe, Schock) – 3:19
6. „Naturally” (Antonina Armato, Tim James, Devrím Karaoglu) – 3:22
7. „The Way I Loved You” (Shelly Peiken, Rob Wells) – 3:33
8. „More” (Hasson, Robbins, Filian) – 3:30
9. „As a Blonde” (Fefe Dobson, Greg Wells, Peiken) – 2:47
10. „I Don't Miss You at All” (Robbins, Toby Gad) – 3:40
11. „Stop & Erase” (Bruner, Vittetoe, Schock) – 2:52
12. „I Got U” (Matthew Wilder, Tamara Dunn) – 3:34
13. „Tell Me Something I Don't Know (New Version)” (Armato, Ralph Churchwell, Michael Nielsen) – 2:55

## Pozycje na listach
| Lista sprzedaży (2009-10)         | Najwyższa pozycja |
| --------------------------------- | ----------------- |
| Austria IFPI Albums Chart         | 4                 |
| Belgia IFPI Albums Chart          | 22                |
| Francja SNEP Albums Chart         | 24                |
| Hiszpania Promusicae Albums Chart | 2                 |
| Holandia IFPI Albums Chart        | 87                |
| Irlandia IRMA Albums Chart        | 14                |
| Kanada Albums Chart               | 22                |

| Lista sprzedaży (2009-10)        | Najwyższa pozycja |
| -------------------------------- | ----------------- |
| Niemcy IFPI Albums Chart         | 19                |
| Nowa Zelandia RIANZ Albums Chart | 21                |
| Polska ZPAV Albums Chart         | 4                 |
| Szwajcaria IFPI Albums Chart     | 36                |
| Norwegia IFPI Albums Chart       | 38                |
| UK BPI Albums Chart              | 12                |
| USA RIAA Billboard 200           | 9                 |

## Produkcja
Osoby, które produkowały oraz współprodukowały krążek Kiss and Tell:

- Główne wokale – Selena Gomez
- Pozostałe wokale – Selena Gomez, Lindy Robbins, Gina Schock, Fefe Dobson, Char Licera
- Gitara – John Fields, Greg Johnston, Jimmy Messer, Tim Pierce, Isaac Hasson
- Gitara basowa – John Fields, Sean Hurley, Isaac Hasson
- Keyboard – John Fields, Isaac Hasson, Mher Filian
- Perkusja – John Fields, Dorian Crozier, Josh Freese
- Beat – Mher Filian

- Producenci – John Fields, Matthew Wilder, Rob Wells, Toby Gad, Trey Vittetoe, Devrim Karaoglu, Antonina Armato
- Inżynierowie dźwięku – John Fields, Matthew Wilder, Rob Wells, Trey Vittetoe, Chris Anderson, Adam Comstock, Steve Hammons, Luke Tozour
- Mikserzy – John Fields, Matthew Wilder, Toby Gad, Chris Anderson, Clif Norrell, Paul Palmer, Paul David Hager
- Programiści – John Fields, Rob Wells, Toby Gad
- Instrumenty – Matthew Wilder, Rob Wells, Toby Gad, Trey Vittetoe
- Producenci wokalni – Rob Wells, Shelly Peiken
- Inżynier perkusji – Ghian Wright
- Aranżer – Toby Gad
- Asystent inżyniera – Dorian Crozier
- Mastering – Robert Vosgien
- A&R – Cindy Warden, Jon Lind
- Dyrektorzy artystyczni – David Snow, Jeri Heiden
- Projekt okładki – Nick Steinhardt

## Daty wydania
| Region            | Data                 | Wytwórnia           |
| ----------------- | -------------------- | ------------------- |
| Kanada            | 29 września 2009     | Hollywood Records   |
| Stany Zjednoczone | 29 września 2009     | Hollywood Records   |
| Australia         | 16 października 2009 | Universal Music     |
| Polska            | 9 kwietnia 2010      | Universal Music     |
| Wielka Brytania   | 19 kwietnia 2010     | Fascination Records |